# Anisothrix
- Commons
- Wikispecies

Anisothrix O. Hoffm. ex Kuntze é um género botânico pertencente à família Asteraceae.

## Espécies
Apresenta duas espécies:
- Anisothrix integra
- Anisothrix kuntzei